# Acolastus altaicus
Acolastus altaicus là một loài bọ cánh cứng trong họ Chrysomelidae. Loài này được Medvedev & Voronova miêu tả khoa học năm 1977.